# Китайска нефтохимическа корпорация
Китайската нефтохимическа корпорация (на китайски: 中国石油化工集团公司) е китайско държавно нефтопреработвателно предприятие със седалище в Пекин.
Към 2018 година Китайската нефтохимическа корпорация е трета в света по обем на продажбите (327 млрд. долара) след американската верига магазини „Уолмарт“ и Държавната електро-мрежова корпорация на Китай. Тя развива значителна част от дейността си чрез своята публична дъщерна компания „Синопек“.